# Johannes Habekost
Johannes Habekost (Berlijn - Spandau, 3 februari 1907 – Nabij Wilhelmshaven, 11 maart 1940), was een Kapitänleutnant bij de Kriegsmarine tijdens de Tweede Wereldoorlog.

## Zijn carrière
Johannes Habekost werd geboren in Spandau, een district van de stad Berlijn. Hij kwam eerst bij de Reichsmarine en daarna bij de Kriegsmarine, eind jaren ’30, en kreeg zoals iedere cadet zijn officiersopleiding waar hij op 1 augustus 1938 bevorderd werd tot Kapitänleutnant. Op 8 november 1938 kreeg hij als 31-jarige officier zijn eerste en tevens laatste U-boot die hij zou bevelen, de U 31, onder zijn commando. 
Hij vertrok vanuit Memel op 27 augustus 1939 naar zijn basis in Wilhelmshaven, waar hij na zeven patrouilledagen op 2 september aankwam. Met zijn vertrek op 9 september 1939 voor zijn tweede missie van 24 patrouilledagen, zou hij als eerste U-boot een aanval lanceren op een konvooi, althans op een vrachtschip dat eigenlijk niet bij konvooi OB-4 behoorde. Kptlt. Johannes Habekost, viel het eerste konvooi in de oorlog aan toen hij het Britse stoomvrachtschip Aviemore, die eigenlijk niet meevoer met een onbekend aantal schepen van konvooi OB-4, tot zinken bracht. Eigenlijk liep de Aviemore vóór de konvooigroep uit, die naar Noord-Amerika opstoomde. 
Op 4 december 1939 werd HMS Nelson door een zeemijn, die door de U 31 werd gelegd, beschadigd. Het Britse slagschip HMS Nelson van 33.950 ton kon zijn reis verder zetten, maar moest in Schotland hersteld worden.
Het noodlot dat op 11 maart 1940 de U 31 en zijn bemanning te beurt viel, gebeurde in Jadebusen, Wilhelmshaven. Daar werd de U 31 door een Britse Bristol-Blenheim-bommenwerper van de Royal Air Force tot zinken gebombardeerd. Alle 58 manschappen, waaronder Johannes Habekost verloren hierbij het leven. De gezonken U 31 werd gelicht in maart 1940, weer hersteld en weer vrijgegeven aan de U-bootdienst. Kapitänleutnant Johannes Habekost was net 33 jaar toen hij sneuvelde...

## Successen
- 8 schepen tot zinken gebracht voor een totaal van 17,962 brt.
- 2 hulpoorlogsschepen tot zinken gebracht voor een totaal van 160 brt.
- 1 oorlogsschip beschadigd voor een totaal van 33.950 ton.
- Samen een totaal van 52.072 ton.

## Militaire loopbaan
- Offiziersanwärter: 1 april 1933[2]
- Fähnrich zur See: 1 juli 1934[2]
- Oberfähnrich zur See: 1 april 1936[2]
- Leutnant zur See: 1 oktober 1936[2]
- Oberleutnant zur See:[2]
- Kapitänleutnant: 1 augustus 1938[2][3]

## U-bootcommando
- U 31 - 8 november 1938  - 11 maart 1940  (+)  - 5 patrouilles (86 dagen op zee)

## Patrouille-info Johannes Habekost

### U-boot   -	Vertrek    -	Aankomst
- U 31 - 27 aug. 1939: Memel -	2 sep. 1939: Wilhelmshaven -	Patrouille  7 dagen
- U 31 - 9 sep. 1939:  Wilhelmshaven -	2 okt. 1939: Wilhelmshaven - Patrouille  24 dagen
- U 31 - 21 okt. 1939:  Wilhelmshaven - 31 okt. 1939: Wilhelmshaven - Patrouille  11 dagen
- U 31 - 19 nov. 1939:  Wilhelmshaven - 11 dec. 1939: Wilhelmshaven - Patrouille  23 dagen
- U 31 - 15 jan. 1940:  Wilhelmshaven 	- 4 feb. 1940: Wilhelmshaven - Patrouille  21 dagen